# Алексієвка (Благоварський район)
Алексі́євка (рос. Алексеевка, башк. Алексеевка) — присілок у складі Благоварського району Башкортостану, Росія. Входить до складу Алексієвської сільської ради.
Населення — 367 осіб (2010; 354 в 2002).
Національний склад:
- росіяни — 43 %
- німці — 26 %